# Saman Azizi
Saman Azizi (pers. سامان عزیزی،; ur. 26 czerwca 1990) – irański zapaśnik walczący w stylu klasycznym. Triumfator halowych igrzysk azjatyckich w 2017. Wicemistrz Azji juniorów w 2010 roku.